# Leif Granli
Leif Granli (ur. 25 września 1909, zm. 17 marca 1988) – norweski polityk, działacz Norweskiej Partii Pracy, dziennikarz.
W latach 1937–1940 pracował w dzienniku "Arbeider-Avisa". Od 1940 do 1941 zajmował stanowisko redaktora naczelnego pisma "Hardanger Folkeblad".
W latach 1945–1973 pełnił mandat deputowanego do Stortingu. Był ministrem rolnictwa (1963–1965). W latach 1967–1972 pełnił funkcję wiceprzewodniczącego, a od 1972 do 1973 przewodniczącego Stortingu. W latach 1972–1979 sprawował urząd gubernatora okręgu Nord-Trøndelag.